# Unité de garde et d'appui opérationnel
Au sein de la Police grand-ducale Luxembourgeoise, l'Unité de garde et d'appui opérationnel (UGAO), rattachée à la Direction centrale police administrative (DCPA), remplit des missions semblables à celles des CRS françaises.

## Histoire
Jusqu'à la réforme de 2018, l'UGAO portait le nom de Unité de garde et de réserve mobile (UGRA).

## Organisation

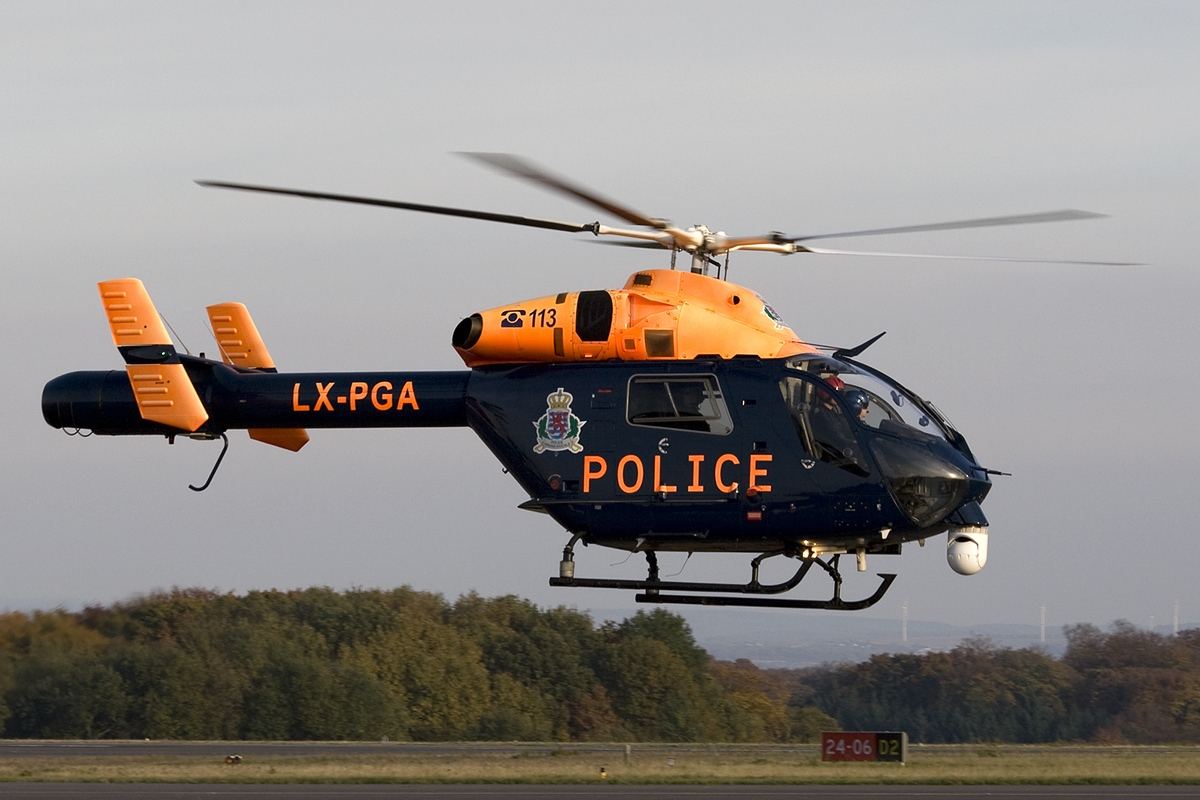
Le McDonnell Douglas MD-902 Explorer II immatriculé LX-PGA est l'hélicoptère du Service de support aérien.

L'UGAO est organisée en quatre entités qui ont majoritairement un caractère d'appui opérationnel (missions de garde, missions de protection, missions d'appui aérien, etc.) pour les autres unités et services de la police grand-ducale. Elle compte 130 personnes environ..

### Service de garde et de protection (SGP)
Le SGP se compose de trois entités :
- Le cadre permanent, comprenant la formation du CGT ou la surveillance du transfert des détenus ;
- Le Groupe de garde et de transfert (GGT) assurant notamment la garde et le transfert des prisonniers, le service d'ordre de la Chambre des députés, les escortes sensibles ou la protection du château de Senningen (en) ;
- Le Groupe de surveillance des points sensibles (GSP) assurant notamment la sécurité au ministère des Affaires étrangères et à la cité policière Grand-Duc Henri.

### Service Groupe Canin
Le Service Groupe Canin est le service cynophile de l'UGAO. Ses chiens sont des malinois et opèrent pour la détections de produits stupéfiants ou explosifs ou encore pour la recherche de personnes disparues.

### Service de support aérien (SUPA)
Le SUPA assure aussi bien un support aérien des équipes de police au sol que des missions de protection de convois sensibles, de recherche de personnes ou de surveillance de grand événements.

### Service Palais
Le Service Palais assure la surveillance et la garde des résidences de la famille grand-ducale luxembourgeoise : le palais grand-ducal, le château de Colmar-Berg et le Château de Fischbach.